# Tibellus zhui
Tibellus zhui es una especie de araña cangrejo del género Tibellus, familia Philodromidae. Fue descrita científicamente por Tang & Song en 1989.

## Distribución
Esta especie se encuentra en China.